# Algische Sprachen

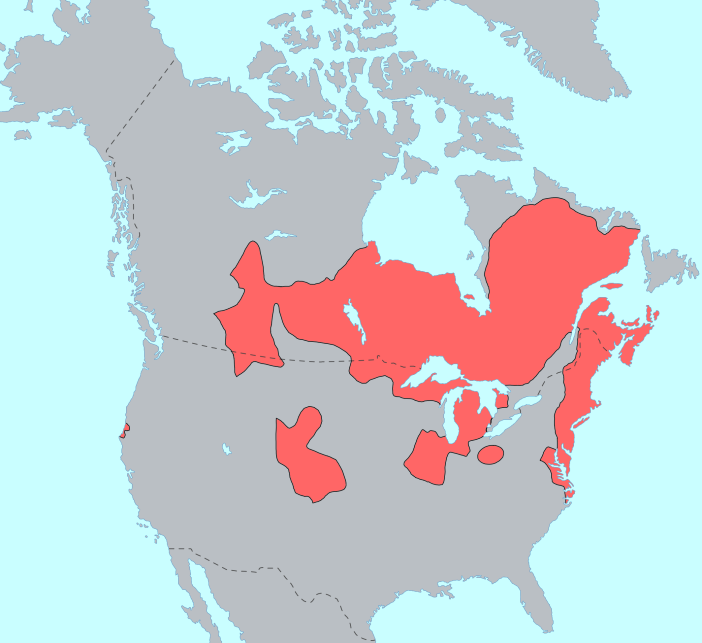
Verbreitung der Algischen Sprachen

Algisch (auch Algonkin-Wiyot-Yurok oder Algonkin-Ritwan) ist eine in Nordamerika beheimatete Sprachfamilie. Sie gehört zu den indigenen amerikanischen Sprachen.
Zum Algischen gehört zum einen die Subfamilie der Algonkin-Sprachen, zum anderen die Einzelsprachen Yurok und Wiyot im Nordwesten Kaliforniens, von denen umstritten ist, ob sie zu einer Ritwan genannten Familie zusammenzufassen sind oder nicht. Algisch als Sprachfamilie wurde erstmals 1913 von Edward Sapir vorgeschlagen. Der Vorschlag wurde jedoch lange kontrovers diskutiert, bis 1958 ein weiterer befriedigender Nachweis dafür erbracht werden konnte, dass die beteiligten Sprachen tatsächlich verwandt sind. Die Rekonstruktion einer Ursprache war jedoch trotzdem nicht möglich.

## Urheimat und Verbreitungsgebiet
Victor Golla erwägt die Möglichkeit, dass Wiyot und Yurok die einzigen Überreste einer Oregon-Kalifornischen Dialektkette die Pazifikküste entlang sein könnten, vergleichbar dem Oregon-Kalifornischen Athapaskischen, durch dessen Ausbreitung sie weitestgehend verdrängt wurde. Allerdings gibt es deutliche Hinweise darauf, dass die beiden Sprachen ursprünglich viel weiter nördlich, im Columbia-Becken, gesprochen wurden, im Osten des heutigen Bundesstaates Washington. Außerdem wird neuerdings von einigen Forschern eine westliche Herkunft der Algonkin-Sprachen vertreten, nachdem man ihr Ausgangsgebiet lange Zeit im Gebiet der Großen Seen vermutet hat. Also ist es wahrscheinlicher, dass der gemeinsame Vorläufer der algischen Sprachen im äußersten Nordwesten der heutigen USA gesprochen wurde, in einem Gebiet, in dem in historischer Zeit eine ganz andere Sprachgruppe, das Binnen-Salish, ansässig war.
Der letzte Wiyot-Sprecher starb 1962; Yurok beherrschen nur noch wenige Sprecher.

## Klassifikation der Algischen Sprachen
- Yurok
- Wiyot
- Algonkin

### Proto-Algisch
- Paul Proulx: Proto-Algic I: Phonological Sketch. In: International Journal of American Linguistics. Bd. 50, Nr. 2, 1984, ISSN 0020-7071, S. 165–207, JSTOR:1265603.
- Paul Proulx: Proto-Algic II: Verbs. In: International Journal of American Linguistics. Bd. 51, Nr. 1, 1985, S. 59–93, JSTOR:1265122.
- Paul Proulx: Proto-Algic III: Pronouns. In: Kansas Working Papers in Linguistics. Bd. 16, 1991, ISSN 1043-3805, S. 129–170, doi:10.17161/KWPL.1808.429.
- Paul Proulx: Proto-Algic IV: Nouns. In: Kansas Working Papers in Linguistics. Bd. 17, Nr. 2, 1992, S. 11–57, doi:10.17161/KWPL.1808.644.
- Paul Proulx: Proto-Algic V: Doublets and their Implications. In: Kansas Working Papers in Linguistics. Bd. 19, Nr. 2, 1994, S. 115–182, doi:10.17161/KWPL.1808.321.
- Paul Proulx: Proto-Algic VI: Conditioned Yurok Reflexes of Proto Algic Vowels. In: Kansas Working Papers in Linguistics. Bd. 27, 2004, S. 124–138, doi:10.17161/KWPL.1808.1247.

### Wiyot
- Karl V. Teeter: The Wiyot language (= University of California Publications in Linguistics. 37, ISSN 0068-6484). University of California Press, Berkeley CA u. a. 1964.
- Karl V. Teeter: Wiyot (= Languages of the World/Materials 194, ZDB-ID 1451298-1). LINCOM Europa, München 2001.
- Karl V. Teeter, John D. Nichols: Wiyot handbook (= Algonquian and Iroquoian Linguistics. Memoir. 10–11, ZDB-ID 1498290-0). 2 Bände (Bd. 1: Glossary and concordance. Bd. 2: Interlinear translation and English index.). University of Manitoba, Winnipeg 1993, ISBN 0-921064-10-1 (Bd. 1), ISBN 0-921064-11-X (Bd. 2).

### Yurok
- Juliette Blevins: Yurok rhotic vowel harmony. Paper read at: SSILA/LSA joint annual meeting, Oakland, CA, Jan 6–9, 2005.
- Andrew Garrett: Reduplication and infixation in Yurok: Morphology, semantics, and diachrony. In: International Journal of American Linguistics. Bd. 67, Nr. 3, 2001, S. 264–312, JSTOR:1265988.
- Andrew Garrett: The evolution of Algic verbal stem structure: new evidence from Yurok. In: Marc Ettlinger, Nicholas Fleisher, Mischa Park-Doob (Hrsg.): Special Session on the Morphology of Native American Languages. February 13–16, 2004 (= Proceedings of the Annual Meeting of the Berkeley Linguistics Society. 30, 2004, ISSN 0363-2946). Berkeley Linguistics Society, Berkeley CA 2005, S. 46–60.
- Robert H. Robins: The Yurok language. Grammar, texts, lexicon (= University of California Publications in Linguistics. 15). University of California Press, Berkeley CA u. a. 1958.
- Robert H. Robins: Grammatical hierarchy and the Yurok bipersonal verb. In: Gunter Brettschneider, Christian Lehmann (Hrsg.): Wege zur Universalienforschung. Sprachwissenschaftliche Beiträge zum 60. Geburtstag von Hansjakob Seiler (= Tübinger Beiträge zur Linguistik. 145). Narr, Tübingen 1980, ISBN 3-87808-145-6, S. 360–364.
- Edward Sapir: Yurok texts. Edited by Howard Berman. In: Edward Sapir: The Collected Works of Edward Sapir. Band 14: Victor Golla, Sean O’Neill (Hrsg.): Northwest California Linguistics. Mouton de Gruyter, Berlin u. a. 2001, ISBN 3-11-016432-9, S. 1015–1038.
- Esther J. Wood, Andrew Garrett: The semantics of Yurok Intensive infixation. In: Jeannie Castillo (Hrsg.): Proceedings from the fourth Workshop on American Indigenous Languages, July 6–8, 2001 (= Santa Barbara Papers in Linguistics. 11). University of California, Santa Barbara – Department of Linguistics, Santa Barbara CA 2001, S. 112–126.

### Sprachwissenschaftliche Datenbanken
- Die Algischen Sprachen im Ethnologue
- Die Algischen Sprachen im World Atlas of Language Structures Online

### Populärwissenschaftliche Seiten
- Indianersprachen
- Nord- und mesoamerikanische Sprachen